# Марсело Каитано
Марсело Жозе дас Невес Алвес Каитано (порт. Marcello José das Neves Alves Caetano; Лисабон, 17. август 1906 — Рио де Жанеиро, 26. октобар 1980) био је португалски политичар и последњи премијер португалске Нове државе, срушен с власти у каранфилској револуцији.

## Биографија
Рођен је 1906. године у Лисабону. Докторирао је право и касније био професор на Правном факултету Универзитета у Лисабону, чији је касније био девети декан по реду. Још у младости се по политичким уверењима дефинисао као ултраконзервативац и реакционар, а политичку каријеру је започео 1930-их током првих година Салазарове Нове државе. Већ је 1940. године постао председник Португалске омладинске организације. Паралално с напредовањем у политици, напредовао је у и академској заједници, објављивао књиге и предавао право.
Између 1944. и 1947, Каитано је био министар за колоније, а од 1947. председник Извршног комитета владајуће странке, Националног савеза. Био је и председник Корпоративне коморе од 1949. до 1955. године. Од 1959. је био 9. ректор Лисабонског универзитета, али је након масовних студентских демонстрација 1962. био присиљен да поднесе оставку на ту функцију.

### Премијер
Августа 1968. године, дотадашњи премијер Салазар претрпео је ненадани срчани удар и након 36 година владавине лишен премијерске функције. Тадашњи председник Америко Томас одмерио је потенцијалне Салазарове наследнике и одлучио да функцију премијера додели Каитану 28. септембра 1968. године . Томас се око своје одлуке није посаветовао са Салазаром. Напротив, према неким тврдњама, Салазар је све до своје смрти у јулу 1970. био уверен да је премијер.
Каитано је покренуо неке реформе на пољу економије, али није ништа учинио по питању политичких слобода. Прве године његове владавине обележио је привредни раст, али се стање погоршало након нафтне кризе 1973. године. Све веће незадовољство међу народом узроковао је и непопуларни рат у афричким колонијама. Сваке је године 40% португалског буџета одлазило на трошкове рата у колонијама, а његов крај се није назирао. До 1973, у практично свим колонијама су ослободилачки покрети контролисали највеће делове земље, док је португалска војска била стационирана само у већим градовима.
Каитано је током своје владавине заправо био фигура у сенци председника Томаса, који је пак за време Салазара имао више церемонијалну улогу у власти. Каитано је због тога неко време размишљао да се на следећим изборима кандидује за новог председника, али је напустио ту идеју.

### Пад с власти, егзил и смрт
Од почетка 1974. године почели су да избијају на површину први знакови побуне против режима. Унутар војске је формирана група официра која је почела да планира пуч. У марту је покушан први пуч, али није успео. До тада је Каитано већ неколико пута понудио своју оставку на место премијера, али ју парламент није прихватио. Војска је 25. априла 1974. године у каранфилској револуцији коначно срушила с власти режим Нове државе. Готово уопште није било отпора пучу.
Каитано је дао оставку на место премијера и био држан у кућном притвору неколико дана на острвима Мадера. После тога је отишао у егзил у Бразил, где је умро од срчаног удара у Рио де Жанеиру 1980. године.